# Hale County, Texas
Hale County är ett county i norra delen av delstaten Texas. Invånarantalet uppgår till 36 273 (2010). Den administrativa huvudorten (county seat) är Plainview. Countyt skapades 1888 och namngavs efter kapten John C. Hale som var en hjälte vid slaget om San Jacinto. 
Hale County är ett av flera countyn i Texas där det råder förbud mot försäljning av alkoholhaltiga drycker.

## Geografi
Enligt United States Census Bureau så har countyt en total area på 2 603 km². 2 603 km² av den arean är land och 0 km² är vatten. 

### Angränsande countyn
- Swisher County - norr
- Floyd County - öster
- Lubbock County - söder
- Lamb County - väster
- Castro County - nordväst

### Städer och byar
- Abernathy
- Cotton Center
- Edmonson
- Hale Center
- Petersburg
- Plainview
- Seth Ward